# Благословена лъжа
„Благословена лъжа“ (на испански: Bendita mentira) е мексиканска теленовела, режисирана от Лоренсо де Родас и Карина Дупрес, и продуцирана от Хорхе Лосано Сориано за Телевиса през 1996 г. Адаптация е на радионовелата La madrastra, създадена от Инес Родена.
В главните роли са Анхелика Мария, Мариана Леви и Серхио Каталан, а в отрицателната – Ана Патрисия Рохо.

## Сюжет
Есперанса е жена, която работи като икономка в дома на семейство Де Ла Мора, където живее синът ѝ Диего, който е отраснал, вярвайки, че Де Ла Мора са негови родители. Диего е момче от висшето общество, свикнало с лукс и с безотговорния си начин на живот. Отношенията му с Есперанса са много враждебни, той я унижава и презира. От друга страна, Каролина е красива млада жена, която живее в скромен дом с майка си, Гоя, и сестра си, Маргарита, които я подкрепят и помагат.
Каролина губи майка си и заедно с Маргарита, и с помощта на съседката Петронила, се бори с живота, за да продължи напред. Така, Каролина и Есперанса ще направят всичко възможно, за да получат любовта, от която се нуждаят. Есперанса се бори за любовта на сина си, а Каролина живее без майка, която иска един ден да си върне. Въпреки това, щастието няма да дойде толкова бързо, колкото им се иска, тъй като бащата в семейство Де Ла Мора умира, оставяйки Есперанса като настойник на петте си деца, а това предизвиква гнева на Диего и Мирея, в допълнение са Фабрисио, който е с увреждания, и непълнолетните Лили и Саул. Последните трима са привързани към Есперанса, но смъртта на Дон Ерасмо причинява разочарованието на Диего и сестра му Мирея, и двамата презират Есперанса. Диего и Мирея правят всичко възможно, за да попречат на щастието и на Есперанса, и на Каролина, която е влюбена в Диего.

## Актьори
Част от актьорския състав:
- Анхелика Мария – Есперанса Мартинес де Де ла Мора
- Мариана Леви – Каролина
- Серхио Каталан – Диего Де ла Мора
- Ана Патрисия Рохо – Мирея Де ла Мора
- Рамон Абаскал – Фабрисио Де ла Мора
- Марисол Михарес – Лиляна „Лили“ Де ла Мора
- Жоел Нуниес – Саул Де ла Мора
- Константино Костас – Давид Грахалес / Тео
- Мариана Кар – Мариана
- Алехандра Мейер – Петронила
- Анхелика Вале – Маргарита
- Сули Кет – Флора
- Хосе Мария Торе – Бени
- Карла Грам – Джесика
- Евита Муньос „Чачита“ – Гоя
- Ектор Гомес – Дон Ерасмо Де ла Мора
- Гилермо Агилар – Фернандо Самбрано
- Мати Уитрон – Рамона
- Серхио Санчес – Едгардо
- Рикардо Далмачи – Анхело Фонтанели
- Мария Прадо – Руперта
- Рубен Моралес – Рамиро
- Салвадор Ибара – Агустин
- Плутарко Аса – Д-р Сандовал

## Премиера
Премиерата на Благословена лъжа е на 5 август 1996 г. по Canal de las Estrellas. Последният 90. епизод е излъчен на 6 декември 1996 г.

## Награди и номинации
Награди TVyNovelas 1997
| Категория                            | Личност           | Резултат   |
| ------------------------------------ | ----------------- | ---------- |
| Най-добра актриса в отрицателна роля | Ана Патрисия Рохо | Номинирана |
| Най-добра първа актриса              | Анхелика Мария    | Печели     |
| Най-добра актриса в поддържаща роля  | Мариана Леви      | Номинирана |
| Най-добро мъжко откритие             | Серхио Каталан    | Номиниран  |

## Версии
- Първата адаптация е венецуелската теленовела Corazón de madre, продуцирана през 1969 г. за RCTV, с участието на Амалия Перес Диас.
- Втората адаптация е мексиканската теленовела Soledad, продуцирана през 1980 г. за Телевиса, с участието на Либертад Ламарке.